# 이스라엘 국립도서관
이스라엘 국립 도서관(National Library of Israel, NLI, 히브리어: הספרייה הלאומית, 옛 이름 유대인 국립 대학 도서관(Jewish National and University Library, JNUL, 히브리어: בית הספרים הלאומי והאוניברסיטאי)은 이스라엘의 국립 도서관이다. 5백만 권을 소장하고 있고, 예루살렘 히브리 대학교의 기바트람 캠퍼스에 있다.
세계에서 가장 많은 히브리어 문헌과 유대인 문헌, 희귀하고 독특한 원고, 책, 공예품을 보유하고 있다.

## 사진

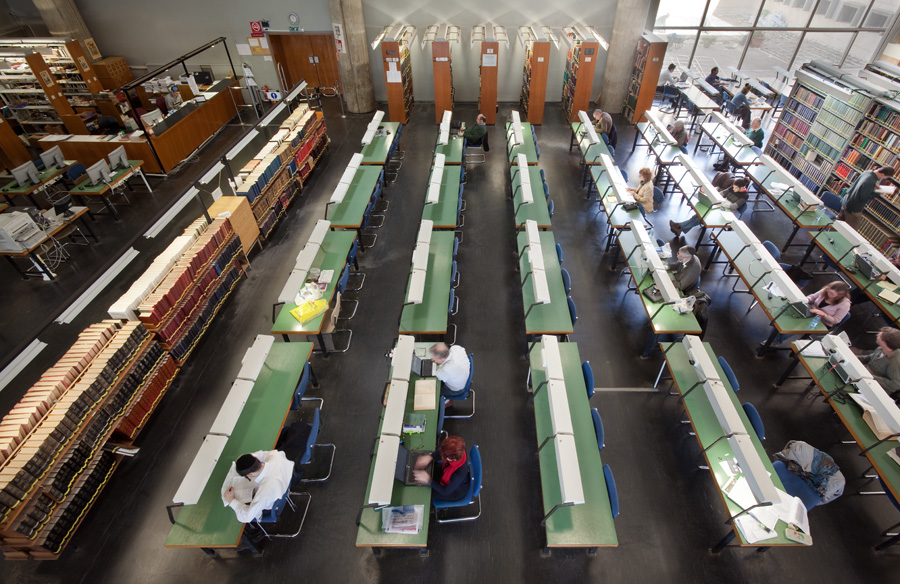
도서관 내부
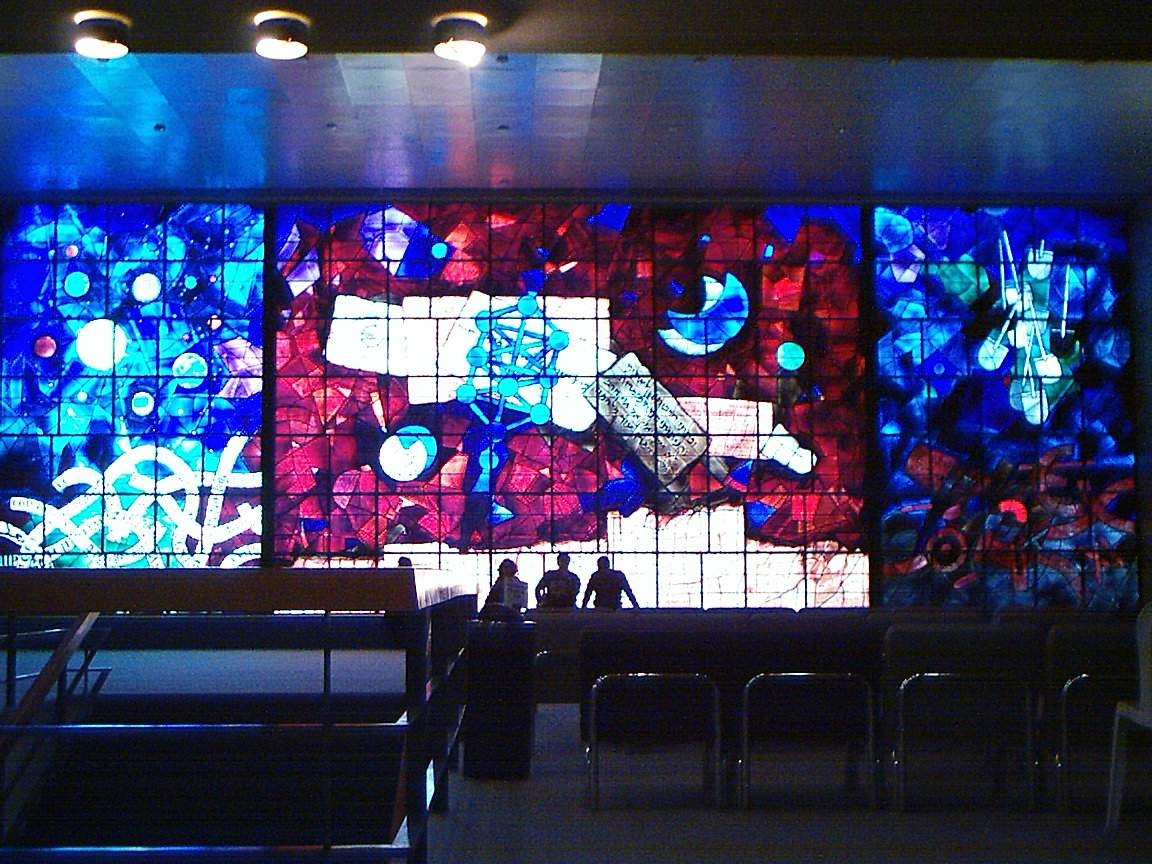